# 도원 (음식점)
도원(중국어: 桃園, 영어: Taoyuen)은 대한민국의 중식 레스토랑이다. 1976년 서울프라자호텔 건립과 함께 개점했다. 자매 브랜드 '도원스타일'을 함께 운영 중이다.

## 운영
2009년 12월 자매 브랜드 '도원스타일'을 론칭, 현대백화점 압구정본점에 새로운 점포를 오픈했다.
- 도원(桃園):  더 플라자
- 도원스타일(桃園Style): 서울역, 더현대서울, 목동, 무역센터, 압구정, 천호

## 특징
- 양장따츄(仰仗大厨): 2020년 11월 업계 최초로 중식 맡김차림을 도입했다. 수석 셰프가 식재료 발굴부터 메뉴 구성 등 전체를 총괄하는 메뉴다. 또한, 당일 수급한 재료를 사용하는 것이 특징이다. 일본 요리 문화의 '오마카세'와 유사하다.[2]

## 평가
프랑스 정부가 주관하는 미식 가이드 《라 리스트》에 선정됐다. 또한 자매 브랜드 '도원스타일'의 압구정점은 《블루리본 서베이》가 발간하는 〈서울의 맛집〉에 수록됐다. 더현대서울점은 《엘르》, 《에스콰이어》 등 유명 매거진에 소개된 바 있다.

## 같이 보기
- 홍연